# Саландра, Антонио
Анто́нио Сала́ндра (итал. Antonio Salandra; 13 августа 1853[…], Троя, Апулия — 9 декабря 1931[…], Рим) — итальянский политик и государственный деятель, возглавлял кабинет министров Италии с 21 марта 1914 года по 18 июня 1916 года.

## Биография
Антонио Саландра родился в Италии в муниципалитете Троя 13 сентября 1853 года.
Получил юридическое образование, после чего стал профессором в Римском университете Ла Сапиенца, где преподавал студентам административное право.
Как депутат от партии консерваторов, в 1886 году был избран в итальянский парламент. С 1899 года Антонио на протяжении пятнадцати лет работает в правительстве Италии, где в различных кабинетах министров, поменял несколько министерских постов.
В марте 1914 года после падения правительства Джолитти Антонио Саландра парламентским большинством назначен премьер-министром Италии. В этой должности Антонио Саландра, в отличие от своего предшественника, выступал за участие Италии в Первой мировой войне на стороне Антанты. Его позицию по этому вопросу разделял министр иностранных дел Сидней Соннино. После того, как Австрия, союзник Италии по Тройственному союзу, отказалась передать Трентино и Триест в качестве компенсации за итальянский нейтралитет, Саландра начал переговоры с Антантой, которая оказалась более сговорчивой. 26 апреля 1915 года было подписано секретное соглашение об условиях вступления Италии в Первую мировую войну на стороне Антанты. Сломив сопротивление «нейтралистов» в парламенте, Саландра 20 мая добивается выделения денег на ведение войны. 23 мая Италия объявляет войну Австро-Венгрии. 
Ожидания Саландры быстрых успехов не оправдались. Более того, весной 1916 года после успешного австрийского наступления в Трентино Саландра был вынужден уйти в отставку.
После Первой мировой войны взгляды Саландры сдвинулись дальше вправо. В 1922 году он поддержал приход к власти лидера фашистов Бенито Муссолини. Вскоре он становится сенатором. Тем временем, его академическая карьера продолжалась. Саландра стал профессором административного права и администрирования Римского университета, деканом юридического факультета и членом Национальной академии деи Линчеи.
Скончался 9 декабря 1931 года в Риме. Похоронен в семейном склепе на родине.